# روزا کلب
زاده راهی بدخشان و خراسانیم هنوز! 
از دیار  بلخ پامیر و سمنگانیم هنوز! 
از شمالی یا که پنجشیر یا به پروان بزرگ! 
وارث خاک دلیران شجا عانیم هنوز! 
شاعر: شاداب روفی
متولد: بدخشان افغانستان

## بیوگرافی رمان
سرهنگ کلب یکی از اعضای عالی رتبه آژانس مخوف ضد جاسوسی روسیه SMERSH است که در آنجا به عنوان ناظر بخش دوم (عملیات و اعدام ها) خدمت می کند. در رمان به شدت به این نکته اشاره شده است که او یک لزبین است . یان فلمینگ معتقد بود که توصیف گرایش جنسی کلب به خواننده این امکان را می دهد تا بفهمد که چگونه او در طرح داستان قرار می گیرد. او به نظارت بر بازجویی های ماموران دشمن شهرت دارد که پس از شکنجه هدف، با لحنی گرم و مادرانه برای استخراج اطلاعات با آنها صحبت می کند. او کار خود را به عنوان یک عامل OGPU در POUM در طول جنگ داخلی اسپانیا آغاز کرد . رئیس او آندرئو نین ای پرز بود که ظاهراً معشوقه او بود. بعدها شایع شد که این او بود که او را کشت. او 5 فوت و 4 اینچ (163 سانتی متر) قد دارد و به عنوان نامناسب توصیف می شود. او در اواخر 40 سالگی است.
ژنرال گروبوزابویشیکوف، رهبر SMERSH، کلب را مأمور می کند تا عملیاتی را برای انتقام گرفتن از جیمز باند به خاطر مشارکت او در مرگ سه عامل SMERSH، Le Chiffre ، آقای Big و Hugo Drax، رهبری کند . کلب با همکاری توو کرونستین و رد گرانت ، تله ای برای باند می گذارد و یک کارمند رمز به نام تاتیانا رومانووا را به خدمت می گیرد تا وانمود کند که معیوب است و ادعا می کند که عاشق باند شده است. هنگامی که باند طعمه را می گیرد، گرانت قصد دارد او را بکشد. با این حال، زمانی که باند تلاش گرانت برای کشتن او را خنثی می کند، این نقشه نتیجه معکوس می دهد، و با اطلاعاتی که گرانت اکنون درگذشته به او داده است، باند برای مقابله با کلب به پاریس می رود.
باند کلب را به هتلی در پاریس که قرار بود در پایان ماموریت گرانت با گرانت ملاقات کند، دنبال می کند. او در آنجا او را با لباس یک بیوه ثروتمند می یابد. پس از شکست در کشتن او با اسلحه ای که در تلفن پنهان شده بود، او را با یک تیغه پوشیده از سم فوگو که در کفشش پنهان شده بود، با موفقیت مسموم کرد. سپس او توسط دوست باند رنه ماتیس ، از دفتر دوکسیم دستگیر می شود . رمان زمانی به پایان می رسد که باند روی زمین فرو می ریزد. فلمینگ قصد داشت سریال را در آن مقطع با مرگ باند به پایان برساند. در رمان بعدی، دکتر نه ، ام نشان می دهد که باند در نتیجه مداخله به موقع ماتیس زنده مانده است. او بدون ارائه جزئیات به مرگ کلب اشاره می کند.

## بیوگرافی فیلم
در این فیلم، کلب به عنوان رئیس سابق SMERSH به تصویر کشیده می شود که برای تبدیل شدن به عضو SPECTER جدا شده است ( بلوفلد از او به عنوان "شماره 3" یاد می کند). او از برنامه‌های Tev Kronsteen ( ولادک شیبال ) برای به دست آوردن Lektor، یک دستگاه رمزگشایی که برای MI6 ارزش بالایی دارد، استفاده می‌کند و جیمز باند ( شان کانری ) را می‌کشد. او تاتیانا رومانوا ( دانیلا بیانچی ) را برای کمک به باند در سرقت لکتور دستکاری می کند و سپس رد گرانت ( رابرت شاو ) را می فرستد تا باند را بکشد و آن را پس بگیرد. پس از اینکه باند گرانت را می‌کشد و با لکتور به ونیز می‌گریزد، بلوفلد با کلب و کرونستین با هم روبرو می‌شود که چه کسی مسئول شکست ماموریت است. دومی اعدام می شود، در حالی که به کلب آخرین فرصت برای گرفتن باند و لکتور داده می شود. او با ظاهر شدن به عنوان خدمتکار هتل، تلاش می کند لکتور را بگیرد. هنگامی که او دستگیر می شود، یک تپانچه 0.25 Beretta 418 را به سمت باند نشانه می رود. سپس تاتیانا حواس او را پرت می کند و باعث می شود که برتا را رها کند و باند و کلب با هم دعوا کنند. همانطور که در رمان، کلب تلاش می کند با کفش سمی به باند لگد بزند، اما باند با یک صندلی جلوی حمله را می گیرد. سپس تاتیانا با برتا خود به کلب شلیک می کند و او را می کشد.
برای صفحه نمایش، تمایلات جنسی کلب کمتر آشکار شد.  چند نکته در طول فیلم باقی می‌ماند، مانند واکنش او به زمانی که مورزنی ( والتر گوتل ) سرسپردۀ SPECTER بازوی او را در مرکز آموزشی جزیره SPECTER لمس می‌کند، و زمانی که او در اولین ملاقات از چهره رومانوا ارزیابی می‌کند و پای او را لمس می‌کند.

## میراث
تیغه کفش روزا کلب در فیلم های دیگری نیز به نمایش درآمده است. جید فاکس در ببر خیزان، اژدهای پنهان ، ایچی در ایچی قاتل ، جیمز وست در غرب وحشی وحشی ، جوکر در شوالیه تاریکی ، اولگ واسیلیویچ اورلوف در نمک و گری «اگزی» آنوین در Kingsman: The Secret استفاده کرده است. سرویس . همچنین در قسمت Family Guy " آقا و خانم استوی " ارجاع شد و در فیلم پیتر سلرز The Pink Panther Strikes Again نیز تقلید شد .
یک جفت کفش رزا کلب همچنین در مقر زیرزمینی Q در فیلم باند Die Another Day در سال 2002 ، همراه با سایر ابزارهای تاریخی از فیلم های باند، به مناسبت چهلمین سالگرد این مجموعه، دیده می شود. همچنین در ویدیوی مدونا " Die Another Day "، تیتراژ فیلم، گنجانده شده است که در آن دو نسخه مدونا با هم مبارزه می کنند و یکدیگر را می کشند، و "مدونای خوب" از تیغه کفش خود برای خلع سلاح استفاده می کند. مدونای بد».
در بازسازی سال 2010 بازی ویدیویی GoldenEye 007 ، اسلحه ای که در بازی اصلی "Klobb" نام داشت (که در اصل به نام طراح کن لوب نامگذاری شده بود) به "Klebb" تغییر یافت. خود کلب نیز یک شخصیت قابل بازی در بخش چندنفره بازی است.